# HC Olomouc

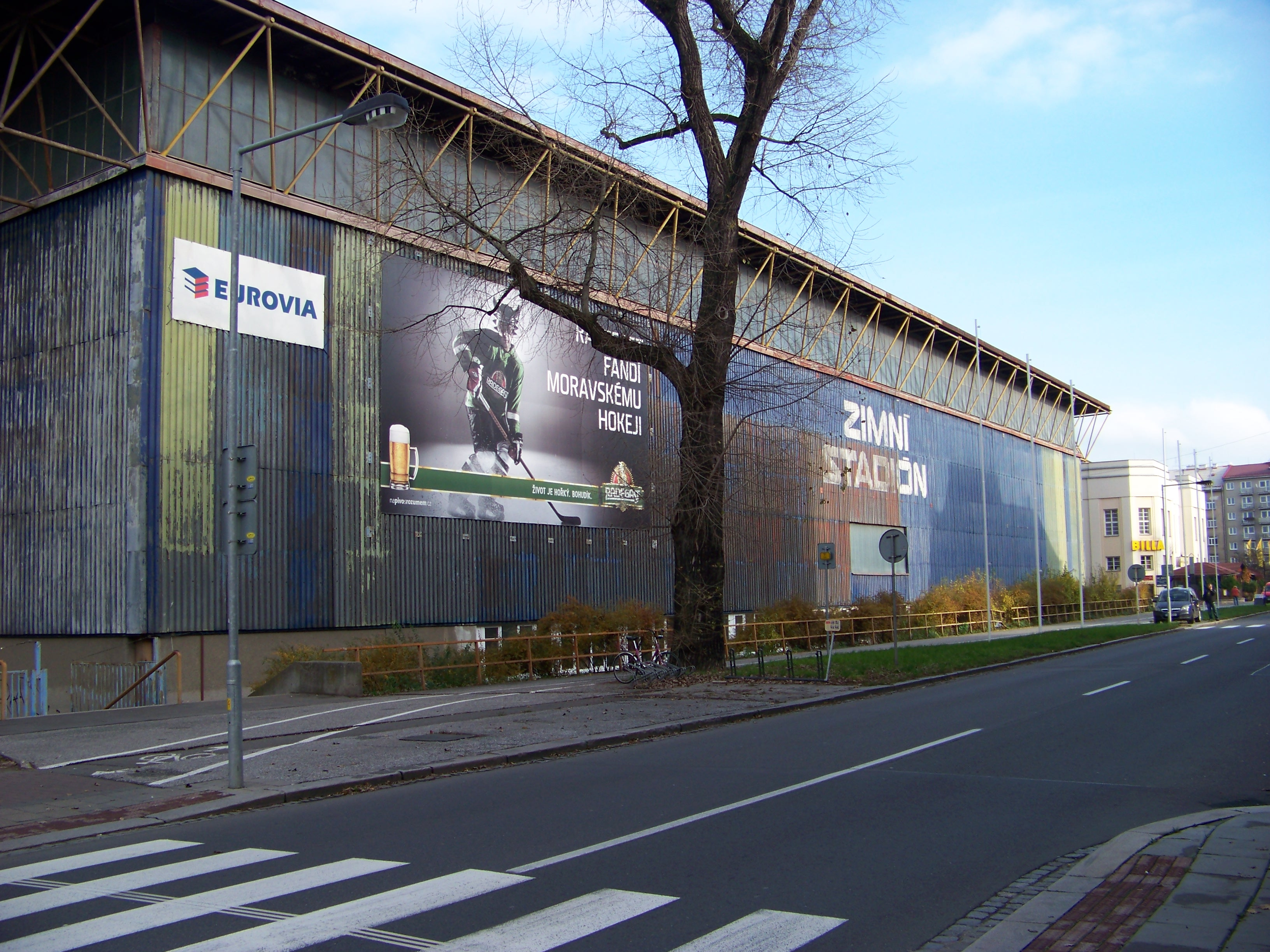
Zimní stadion Olomouc

HC Olomouc (celým názvem: Hockey Club Olomouc) je moravský klub ledního hokeje, který sídlí v Olomouci v Olomouckém kraji. Založen byl v roce 1955 pod názvem TJ Spartak Moravia Olomouc. Svůj současný název nese od roku 2001. V sezóně 1993/94 získala Olomouc svůj historicky první titul mistra České republiky. Od sezóny 2014/15 působí v Extralize, české nejvyšší soutěži ledního hokeje. Klubové barvy jsou červená a bílá.
Své domácí zápasy odehrává na zimním stadionu Olomouc s kapacitou 5 500 diváků.

## Historie

### Armádní kluby
V roce 1952 byl v Olomouci založen armádní klub Křídla vlasti Olomouc, který byl okamžitě pro sezonu 1952/53 zařazen do nejvyšší soutěže, ve které strávil tři sezony až do svého rozpuštění po sezoně 1954/55. Největším úspěchem Křídel vlasti byl zisk bronzových medailí v sezoně 1953/54.
Po rozpuštění Křídel vlasti v roce 1955 hrálo v Olomouci své domácí zápasy další vojenské mužstvo Tankista Praha.
Po reorganizaci armádního sportu byla sloučena vojenská mužstva Tankista Praha a ÚDA Praha, čímž vznikl nový vojenský klub ASD Dukla Olomouc, který byl po zúžení soutěže z 16 na 14 účastníků zařazen do druhé ligy, ze které hned pro příští sezonu postoupil. Olomoucká Dukla ovšem své domácí zápasy hrála v Jihlavě, kam se pro svou první prvoligovou sezonu přesunula natrvalo, čímž vznikl později nejúspěšnější klub československé hokejové historie Dukla Jihlava.

### HC Olomouc
V roce 1955 byl založen klub Spartak Moravia Olomouc, který se účastnil krajského přeboru, kterou hned v jeho první sezoně 1955/56 vyhrál a postoupil do 2. ligy.
Roku 1971 tým postoupil do 1. ligy, ve které se držel až do roku 1991, kdy postoupil do československé extraligy.
Památná pak zůstala 1. sezona samostatné české extraligy, ve které tým z Hané postoupil do play-off a nakonec se Olomouc stala mistrem extraligy.
V roce 1997 došlo k prodeji extraligové licence do Karlových Varů a tým se tak účastnil první ligy. V roce 1999 byla prodána i prvoligová licence do Opavy a z města na dva roky zmizel seniorský hokej.
Roku 2001 byla koupena licence na 2. ligu a již druhou sezonu tým druhou ligu vyhrál a v baráži o 1. ligu uspěl a postoupil tak do první ligy.
Dne 5. května 2006 se stal majoritním vlastníkem klubu Jiří Dopita. V sezóně 2007/2008 a 2009/2010 skončil hokejový klub HC Olomouc na 3. místě první ligy (vždy vypadl v semifinále play-off s Chomutovem). HC Olomouc i nadále působil ve druhé nejvyšší soutěži a každým rokem byl cílem „Mory“ postup do play-off, kde patřila do širšího okruhu favoritů. Domácí zápasy HC Olomouc navštěvovalo v tu dobu průměrně 1 000 – 1 500 diváků.
HC Olomouc zároveň velice dobře pracuje s mládeží, hrají se ligy juniorů a dorostu. Větší rozvoj klubu však dlouho limitoval nízký rozpočet a malý počet sponzorů.

### Slavní odchovanci
- Pavel Brendl
- Jiří Hudler
- Michal Broš
- Jiří Dopita
- Ondřej Kratěna
- David Krejčí
- Jan Tomajko
- Jakub Galvas

#### Sezóna 2011/2012
V sezóně 2011/2012 začal hrát za HC Olomouc Jiří Dopita, v jeho novém působišti se mu velice daří a patří k nejlepším hráčům HC Olomouc. HC Olomouc skončil v sezóně 2011/2012 na třetím místě a pojistil si tak účast v play-off. Ve čtvrtfinále hrál HC Olomouc s Benátkami nad Jizerou a rozhodovalo se až v posledním sedmém zápase, který HC Olomouc vyhrál na domácím ledě 5:3 a dostal do semifinále, kde narazil na Chomutov. V semifinále hraném na 4 vítězné zápasy Kohouti prohrávali už 3:0, ale nevzdali se a podařilo se jim vyrovnat na 3:3. Důležitému 6. zápasu, v němž Kohouti vyhráli 2:1 po samostatných nájezdech, přihlížela nejvyšší návštěva za sezónu 4173 diváků, kteří vytvořili bouřlivou atmosféru. V rozhodujícím 7. zápase v Chomutově olomoučtí Kohouti prohráli 2:0 a tak pro ně sezóna 2011/2012 skončila v semifinále.

#### Sezóna 2012/2013
V sezoně 2012/2013 i nadále působil jako hlavní trenér Petr Fiala. Mužstvo po celý ročník ukazovalo, že v 1. lize paří k favoritům, celkově se umístilo na 2. místě tabulky po základní části, v play off přešlo přes čtvrtfinále i semifinále a zúčastnilo se baráže o extraligu, která se vůbec poprvé hrála jako 12 kolová soutěž čtyř týmů – prvních dvou celků 1. ligy a posledních dvou týmů extraligy. V baráži se však Olomouci nedařilo a postup nevybojovala.

#### Sezóna 2013/2014
Tento ročník se fanouškům olomouckého hokeje vryje do paměti mnohem více, než ročník předchozí. Základní část i samotné play off probíhalo více méně podle stejného scénáře a tým trenérů Fialy a Dopity (ten ukončil po sezoně 2012/13 kariéru a stal se asistentem trenéra) se opět z druhého místa probojoval do baráže. V té však Olomouc hrála zcela odlišnou roli, než v ročníku předchozím a spolu s favorizovanou Mladou Boleslaví se postarala o velké překvapení – oba prvoligové celky totiž vybojovaly postup do české extraligy a opačným směrem naopak poslaly Kladno a Chomutov. Do Olomouce se tak po 17 letech vrací extraliga.

#### Sezóna 2014/2015
První extraligová sezóna po dlouhých 17 letech se jevila nad očekávání dobře. Klub byl zhruba v půli sezóny v tabulce na 6., 7. místě. Ovšem pak přišla série dlouhých 15 prohraných zápasů a najednou se dostali na předposlední pozici. Bylo asi 7x vyprodáno a průměrná návštěvnost se pohybovala okolo 5.000 lidí. Po sérii neúspěchů se v baráži kohouti zvedli a nakonec celou baráž vyhráli a zajistili si tak účast v dalším extraligovém ročníku.

#### Sezóna 2015/2016
Během základní části si Kohouti vedli nad očekávání dobře a celou sezónu se drželi v první šestici. Nakonec skončili na pátém místě a zajistili si tedy přímý postup do čtvrtfinále play-off Tipsport extraligy. Bylo to jedno z největších překvapení ročníku. Ve čtvrtfinále Mora narazila na Plzeň a tam její cesta skončila, když podlehla Plzni 4:1 na zápasy. Takový úspěch nikdo nečekal, a tak tým bez hvězd se se svojí bojovností dostal dál než některé hvězdami nabité kluby.

## Historické názvy
Zdroj:
- 1955 – TJ Spartak Moravia Olomouc (Tělovýchovná jednota Spartak Moravia Olomouc)
- 1958 – TJ Moravia Olomouc (Tělovýchovná jednota Moravia Olomouc)
- 1965 – TJ Moravia DS Olomouc (Tělovýchovná jednota Moravia Dopravní stavby Olomouc)
- 1979 – TJ DS Olomouc (Tělovýchovná jednota Dopravní stavby Olomouc)
- 1992 – HC Olomouc (Hockey Club Olomouc)
- 1997 – HC MBL Olomouc (Hockey Club MBL Olomouc)
- 2001 – HC Olomouc (Hockey Club Olomouc)

## Zimní stadion
Hala má čtyři vestibuly pro vstup. Vstupy jsou na krátkých stranách v rozích objektu. Stadion disponuje dvěma bufety v prvním patře, v přízemí je restaurace s výhledem na ledovou plochu, ve vestibulu u vrátnice je útulný bar "Skleněnka". V patře jsou čtvery zrekonstruované toalety (rekonstrukce v r. 2010).

## Statistiky

### Přehled ligové účasti
Stručný přehled
Zdroj:
- 1955–1956: Oblastní soutěž – sk. C (3. ligová úroveň v Československu)
- 1956–1957: 2. liga – sk. A (2. ligová úroveň v Československu)
- 1957–1963: 2. liga – sk. B (2. ligová úroveň v Československu)
- 1963–1968: 2. liga – sk. C (2. ligová úroveň v Československu)
- 1968–1969: 2. liga – sk. B (2. ligová úroveň v Československu)
- 1969–1973: 1. ČNHL – sk. B (2. ligová úroveň v Československu)
- 1973–1974: 1. ČNHL (2. ligová úroveň v Československu)
- 1974–1975: 2. ČNHL – sk. C (3. ligová úroveň v Československu)
- 1975–1979: 1. ČNHL (2. ligová úroveň v Československu)
- 1979–1983: 1. ČNHL – sk. B (2. ligová úroveň v Československu)
- 1983–1990: 1. ČNHL (2. ligová úroveň v Československu)
- 1990–1993: 1. liga (1. ligová úroveň v Československu)
- 1993–1997: Extraliga (1. ligová úroveň v České republice)
- 1997–1999: 1. liga (2. ligová úroveň v České republice)
- 1999–2001: bez soutěže
- 2001–2003: 2. liga – sk. Východ (3. ligová úroveň v České republice)
- 2003–2014: 1. liga (2. ligová úroveň v České republice)
- 2014– : Extraliga (1. ligová úroveň v České republice)

Jednotlivé ročníky
Zdroj:
Legenda: červené podbarvení – sestup, zelené podbarvení – postup, fialové podbarvení – reorganizace, změna skupiny či soutěže
| Československo (1955 – 1993) |                         |        |    |     |                                                               |          |             |
| Ročník                       | Soutěž                  | Úroveň | PK | ZČ  | Play-off                                                      | Cel. um. | Pozn.       |
| 1955/1956                    | Oblastní soutěž – sk. C | 3.     | 4  | 1.  |                                                               | 1.       | Kvalifikace |
| 1956/1957                    | 2. liga – sk. A         | 2.     | 6  | 2.  |                                                               | 2.       |             |
| 1957/1958                    | 2. liga – sk. B         | 2.     | 9  | 2.  |                                                               | 2.       |             |
| 1958/1959                    | 2. liga – sk. B         | 2.     | 12 | 3.  |                                                               | 3.       |             |
| 1959/1960                    | 2. liga – sk. B         | 2.     | 12 | 3.  |                                                               | 3.       |             |
| 1960/1961                    | 2. liga – sk. B         | 2.     | 12 | 3.  |                                                               | 3.       |             |
| 1961/1962                    | 2. liga – sk. B         | 2.     | 12 | 3.  |                                                               | 3.       |             |
| 1962/1963                    | 2. liga – sk. B         | 2.     | 12 | 4.  |                                                               | 4.       |             |
| 1963/1964                    | 2. liga – sk. C         | 2.     | 8  | 4.  |                                                               | 4.       |             |
| 1964/1965                    | 2. liga – sk. C         | 2.     | 8  | 3.  |                                                               | 3.       |             |
| 1965/1966                    | 2. liga – sk. C         | 2.     | 8  | 3.  |                                                               | 3.       |             |
| 1966/1967                    | 2. liga – sk. C         | 2.     | 8  | 4.  |                                                               | 4.       |             |
| 1967/1968                    | 2. liga – sk. C         | 2.     | 8  | 4.  |                                                               | 4.       |             |
| 1968/1969                    | 2. liga – sk. B         | 2.     | 8  | 4.  |                                                               | 4.       |             |
| 1969/1970                    | 1. ČNHL – sk. B         | 2.     | 14 | 4.  |                                                               | 4.       |             |
| 1970/1971                    | 1. ČNHL – sk. B         | 2.     | 14 | 3.  |                                                               | 3.       |             |
| 1971/1972                    | 1. ČNHL – sk. B         | 2.     | 14 | 7.  |                                                               | 7.       |             |
| 1972/1973                    | 1. ČNHL – sk. B         | 2.     | 14 | 6.  |                                                               | 6.       | Kvalifikace |
| 1973/1974                    | 1. ČNHL                 | 2.     | 12 | 11. |                                                               | 11.      | Sestup      |
| 1974/1975                    | 2. ČNHL – sk. C         | 3.     | 8  | 1.  |                                                               | 1.       | Kvalifikace |
| 1975/1976                    | 1. ČNHL                 | 2.     | 12 | 8.  |                                                               | 8.       |             |
| 1976/1977                    | 1. ČNHL                 | 2.     | 12 | 9.  |                                                               | 9.       |             |
| 1977/1978                    | 1. ČNHL                 | 2.     | 12 | 9.  |                                                               | 9.       |             |
| 1978/1979                    | 1. ČNHL                 | 2.     | 12 | 4.  |                                                               | 4.       |             |
| 1979/1980                    | 1. ČNHL – sk. B         | 2.     | 12 | 4.  |                                                               | 4.       |             |
| 1980/1981                    | 1. ČNHL – sk. B         | 2.     | 12 | 2.  |                                                               | 2.       | Finále      |
| 1981/1982                    | 1. ČNHL – sk. B         | 2.     | 12 | 4.  |                                                               | 4.       | Finále      |
| 1982/1983                    | 1. ČNHL – sk. B         | 2.     | 12 | 5.  |                                                               | 1.       | Kvalifikace |
| 1983/1984                    | 1. ČNHL                 | 2.     | 12 | 2.  |                                                               | 2.       |             |
| 1984/1985                    | 1. ČNHL                 | 2.     | 12 | 2.  |                                                               | 2.       |             |
| 1985/1986                    | 1. ČNHL                 | 2.     | 12 | 2.  |                                                               | 2.       |             |
| 1986/1987                    | 1. ČNHL                 | 2.     | 12 | 2.  | Finále (prohra 0:2 na zápasy s TJ Poldi SONP Kladno)          | 2.       |             |
| 1987/1988                    | 1. ČNHL                 | 2.     | 12 | 2.  | Finále (prohra 0:2 na zápasy s TJ Vítkovice)                  | 2.       |             |
| 1988/1989                    | 1. ČNHL                 | 2.     | 12 | 1.  | Semifinále (výhra 2:0 na zápasy nad TJ TŽ VŘSR Třinec)        | 1.       | Kvalifikace |
| 1989/1990                    | 1. ČNHL                 | 2.     | 12 | 6.  | Finále (prohra 1:2 na zápasy s VTJ Tábor)                     | 2.       | Kvalifikace |
| 1990/1991                    | 1. liga                 | 1.     | 14 | 11. |                                                               | 11.      |             |
| 1991/1992                    | 1. liga – sk. Východ    | 1.     | 7  | 5.  | Osmifinále (prohra 0:3 na zápasy s TJ Poldi SONP Kladno)      | 9.-12.   |             |
| 1992/1993                    | 1. liga                 | 1.     | 14 | 10. | Osmifinále (prohra 0:3 na zápasy s HC Košice)                 | 11.      |             |
| Česko (1993 – )              |                         |        |    |     |                                                               |          |             |
| Ročník                       | Soutěž                  | Úroveň | PK | ZČ  | Play-off                                                      | Cel. um. | Pozn.       |
| 1993/1994                    | Extraliga               | 1.     | 12 | 7.  | Finále (výhra 3:1 na zápasy nad HC Pardubice)                 | 1.       |             |
| 1994/1995                    | Extraliga               | 1.     | 12 | 3.  | Čtvrtfinále (prohra 0:3 na zápasy s HC České Budějovice)      | 5.       |             |
| 1995/1996                    | Extraliga               | 1.     | 14 | 7.  | Předkolo (prohra 1:3 na zápasy s HC Dukla Jihlava)            | 9.       |             |
| 1996/1997                    | Extraliga               | 1.     | 14 | 12. | Ne                                                            | 12.      | Sestup      |
| 1997/1998                    | 1. liga                 | 2.     | 14 | 7.  | Ne                                                            | 7.       |             |
| 1998/1999                    | 1. liga                 | 2.     | 14 | 6.  | Ne                                                            | 6.       | Sestup      |
|                              |                         |        |    |     |                                                               |          |             |
| 2000/2001                    | –                       | –      | –  | –   | –                                                             | –        | Postup      |
| 2001/2002                    | 2. liga – sk. Východ    | 3.     | 12 | 8.  | Čtvrtfinále (prohra 0:2 na zápasy s HC Orlová)                | 8.       |             |
| 2002/2003                    | 2. liga – sk. Východ    | 3.     | 12 | 1.  | Finále (výhra 2:0 na zápasy nad HC Kometa/Vyškov)             | 1.       | Baráž       |
| 2003/2004                    | 1. liga                 | 2.     | 14 | 5.  | Čtvrtfinále (prohra 2:3 na zápasy s HC Slovan Ústí nad Labem) | 5.       |             |
| 2004/2005                    | 1. liga                 | 2.     | 14 | 11. | Ne                                                            | 11.      |             |
| 2005/2006                    | 1. liga                 | 2.     | 14 | 8.  | Čtvrtfinále (prohra 0:4 na zápasy s HC Slovan Ústí nad Labem) | 8.       |             |
| 2006/2007                    | 1. liga                 | 2.     | 14 | 14. | Ne                                                            | 14.      |             |
| 2007/2008                    | 1. liga – sk. Východ    | 2.     | 8  | 1.  | Semifinále (prohra 2:4 na zápasy s KLH Chomutov)              | 3.       |             |
| 2008/2009                    | 1. liga                 | 2.     | 16 | 8.  | Čtvrtfinále (prohra 0:4 na zápasy s HC Kometa Brno)           | 7.       |             |
| 2009/2010                    | 1. liga                 | 2.     | 16 | 3.  | Semifinále (prohra 1:4 na zápasy s KLH Chomutov)              | 3.       |             |
| 2010/2011                    | 1. liga                 | 2.     | 16 | 4.  | Čtvrtfinále (prohra 2:4 na zápasy s HC Rebel Havlíčkův Brod)  | 5.       |             |
| 2011/2012                    | 1. liga                 | 2.     | 14 | 3.  | Semifinále (prohra 3:4 na zápasy s Piráti Chomutov)           | 3.       |             |
| 2012/2013                    | 1. liga                 | 2.     | 14 | 2.  | Semifinále (výhra 0:4 na zápasy nad HC Slovan Ústečtí Lvi)    | 2.       | Baráž       |
| 2013/2014                    | 1. liga                 | 2.     | 14 | 2.  | Semifinále (výhra 4:1 na zápasy nad HC Dukla Jihlava)         | 2.       | Baráž       |
| 2014/2015                    | Extraliga               | 1.     | 14 | 13. | Ne                                                            | 13.      | Baráž       |
| 2015/2016                    | Extraliga               | 1.     | 14 | 5.  | Čtvrtfinále (prohra 1:4 na zápasy s HC Škoda Plzeň)           | 5.       |             |
| 2016/2017                    | Extraliga               | 1.     | 14 | 12. | Ne                                                            | 11.      |             |
| 2017/2018                    | Extraliga               | 1.     | 14 | 8.  | Čtvrtfinále (prohra 1:4 na zápasy s HC Škoda Plzeň)           | 8.       |             |
| 2018/2019                    | Extraliga               | 1.     | 14 | 6.  | Čtvrtfinále (prohra 3:4 na zápasy s HC Škoda Plzeň)           | 6.       |             |
| 2019/2020                    | Extraliga               | 1.     | 14 | 7.  | play-off zrušeno kvůli pandemii covidu-19                     |          |             |
| 2020/2021                    | Extraliga               | 1.     | 14 | 12. | Čtvrtfinále (prohra 0:4 na zápasy s HC Sparta Praha)          | 8.       |             |
| 2021/2022                    | Extraliga               | 1.     | 15 | 9.  | Předkolo (prohra 2:3 na zápasy s HC Vítkovice Ridera)         | 10.      |             |
| 2022/2023                    | Extraliga               | 1.     | 14 | 8.  | Čtvrtfinále (prohra 0:4 na zápasy s HC Dynamo Pardubice)      | 8.       |             |
| 2023/2024                    | Extraliga               | 1.     | 14 | 10. | Předkolo (prohra 2:3 na zápasy s Bílí Tygři Liberec)          | 10.      |             |
| 2024/2025                    | Extraliga               | 1.     | 14 | 14. | Ne                                                            | 14.      | Baráž       |
| 2025/2026                    | Extraliga               | 1.     | 14 |     |                                                               |          |             |

### Přehled kapitánů a trenérů v jednotlivých sezónách
| Sezóna    | Soutěž               | Kapitán          | Trenéři                                              | Soupiska |
| --------- | -------------------- | ---------------- | ---------------------------------------------------- | -------- |
| 2001/2002 | 2. liga – sk. Východ |                  | Miroslav Venkrbec, Luděk Konopčík                    |          |
| 2002/2003 | 2. liga – sk. Východ | Richard Brančík  | Josef Zavadil                                        |          |
| 2003/2004 | 1. liga              | Richard Brančík  | Josef Zavadil, Kamil Přecechtěl                      |          |
| 2004/2005 | 1. liga              | Michal Šafařík   | Kamil Přecechtěl, Karel Suchánek                     |          |
| 2005/2006 | 1. liga              | Michal Šafařík   | Aleš Tomášek                                         |          |
| 2006/2007 | 1. liga              | Michal Šafařík   | Aleš Tomášek                                         |          |
| 2007/2008 | 1. liga – sk. Východ | Richard Brančík  | Petr Fiala, Petr Vlk                                 |          |
| 2008/2009 | 1. liga              | Richard Brančík  | Petr Fiala, Petr Vlk                                 |          |
| 2009/2010 | 1. liga              | Richard Brančík  | Petr Fiala, Petr Vlk                                 | Zde      |
| 2010/2011 | 1. liga              | Martin Vyrůbalík | Petr Fiala, Jan Tomajko                              | Zde      |
| 2011/2012 | 1. liga              | Jakub Bartoň     | Petr Fiala, Jan Tomajko                              | Zde      |
| 2012/2013 | 1. liga              | Jakub Bartoň     | Petr Fiala, Jan Tomajko                              | Zde      |
| 2013/2014 | 1. liga              | Jakub Bartoň     | Petr Fiala, Jiří Dopita                              | Zde      |
| 2014/2015 | Extraliga            | Pavel Patera     | Petr Fiala, Jiří Dopita                              | Zde      |
| 2015/2016 | Extraliga            | Martin Vyrůbalík | Zdeněk Venera, Jan Tomajko                           | Zde      |
| 2016/2017 | Extraliga            | Martin Vyrůbalík | Zdeněk Venera, Jan Tomajko                           | Zde      |
| 2017/2018 | Extraliga            | Martin Vyrůbalík | Zdeněk Venera, Jan Tomajko, Zdeněk Moták             | Zde      |
| 2018/2019 | Extraliga            | Martin Vyrůbalík | Zdeněk Moták, Jan Tomajko, Jan Littner               | Zde      |
| 2019/2020 | Extraliga            | Martin Vyrůbalík | Zdeněk Moták, Jan Tomajko, Jan Littner               | Zde      |
| 2020/2021 | Extraliga            | Martin Vyrůbalík | Zdeněk Moták, Jan Tomajko, Petr Fiala, Martin Falter | Zde      |
| 2021/2022 | Extraliga            | Jiří Ondrušek    | Zdeněk Moták, Jan Tomajko, Petr Fiala, Martin Falter | Zde      |
| 2022/2023 | Extraliga            | Jiří Ondrušek    | Jan Tomajko                                          | Zde      |
| 2023/2024 | Extraliga            | Jiří Ondrušek    | Jan Tomajko                                          | Zde      |
| 2024/2025 | Extraliga            | Jiří Ondrušek    | Jan Tomajko                                          | Zde      |
| 2025/2026 | Extraliga            |                  | Róbert Petrovický, Petr Svoboda                      | Zde      |

## Nejlepší hráči podle sezon
| 1993/1994 |
| 1994/1995 |
| 1995/1996 |
| 1996/1997 |
| 1997/1998 |
| 1998/1999 |
| 1999/2000 |
| 2000/2001 |
| 2001/2002 |
| 2002/2003 |
| 2003/2004 |
| 2004/2005 |
| 2005/2006 |
| 2006/2007 |
| 2007/2008 |
| 2008/2009 |
| 2009/2010 |
| 2010/2011 |
| 2011/2012 |
| 2012/2013 |
| 2013/2014 |
| 2014/2015 |
| 2015/2016 |
| 2016/2017 |
| 2017/2018 |
| 2018/2019 |
| 2019/2020 |
| 2020/2021 |
| 2021/2022 |
| 2022/2023 |
| 2023/2024 |
| 2024/2025 |

| Martin Smeták  | 17 |
| Aleš Zima      | 20 |
| Tomáš Martinec | 15 |
| Michal Broš    | 13 |
| ?              |    |
| ?              |    |
| –              |    |
| –              |    |
| Michal Janeček | 24 |
| ?              |    |
| Milan Ministr  | 15 |
| Milan Ministr  | 15 |
| Milan Ministr  | 20 |
| Filip Smejkal  | 17 |
| Milan Ministr  | 22 |
| Milan Ministr  | 26 |
| Martin Davídek | 19 |
| Petr Haluza    | 13 |
| Petr Haluza    | 23 |
| Matěj Pekr     | 31 |
| Jakub Herman   | 16 |
| Martin Cibák   | 11 |
| Marek Laš      | 17 |
| Petr Strapáč   | 12 |
| Jan Knotek     | 17 |
| Zbyněk Irgl    | 22 |
| Lukáš Nahodil  | 18 |
| Jan Káňa       | 13 |
| David Krejčí   | 20 |
| Lukáš Nahodil  | 15 |
| Jakub Navrátil | 17 |
| Jakub Orsava   | 15 |

| Michal Konečný              | 15 |
| Petr Fabián a Aleš Tomášek  | 18 |
| Aleš Zima                   | 19 |
| Pavel Nohel                 | 19 |
| ?                           |    |
| ?                           |    |
| –                           |    |
| –                           |    |
| Richard Koláček             | 21 |
| ?                           |    |
| Jozef Liška                 | 17 |
| Robert Najdek               | 22 |
| Filip Smejkal               | 21 |
| Milan Ministr               | 14 |
| Richard Brančík             | 28 |
| Milan Ministr a Ondřej Kříž | 20 |
| Richard Brančík             | 24 |
| Milan Ministr               | 18 |
| Jiří Řípa                   | 26 |
| Jiří Řípa                   | 31 |
| Denis Kindl                 | 31 |
| Rostislav Marosz            | 25 |
| Dávid Buc                   | 21 |
| Martin Vyrůbalík            | 19 |
| Jan Eberle                  | 18 |
| Jan Knotek                  | 22 |
| Zbyněk Irgl                 | 22 |
| Jan Káňa                    | 15 |
| David Krejčí a Jan Káňa     | 26 |
| Jan Káňa                    | 20 |
| Jakub Navrátil              | 20 |
| Michal Kunc                 | 22 |

| Martin Smeták            | 30 |
| Aleš Zima                | 37 |
| Aleš Zima                | 27 |
| Pavel Nohel              | 29 |
| ?                        |    |
| ?                        |    |
| –                        |    |
| –                        |    |
| Richard Koláček          | 42 |
| ?                        |    |
| Jozef Liška              | 30 |
| Robert Najdek            | 35 |
| Milan Ministr            | 40 |
| Filip Smejkal            | 31 |
| Milan Ministr            | 45 |
| Milan Ministr            | 46 |
| Radim Kucharczyk         | 37 |
| Milan Ministr            | 29 |
| Petr Haluza              | 43 |
| Matěj Pekr               | 52 |
| Denis Kindl              | 47 |
| Rostislav Marosz         | 34 |
| Dávid Buc                | 31 |
| František Skladaný       | 26 |
| Jan Knotek               | 30 |
| Zbyněk Irgl a Jan Knotek | 30 |
| Zbyněk Irgl              | 37 |
| Jan Káňa                 | 28 |
| David Krejčí             | 46 |
| Jan Káňa                 | 32 |
| Jakub Navrátil           | 37 |
| Michal Kunc              | 35 |

| Aleš Flašar       | 85  |
| Aleš Flašar       | 83  |
| Martin Bakula     | 64  |
| Jerguš Bača       | 103 |
| ?                 |     |
| ?                 |     |
| –                 |     |
| –                 |     |
| Richard Koláček   | 87  |
| ?                 |     |
| Michal Šafařík    | 104 |
| Michal Šafařík    | 144 |
| Michal Šafařík    | 91  |
| Michal Šafařík    | 194 |
| Richard Bordowski | 109 |
| Jiří Ondrušek     | 68  |
| Jan Mikel         | 76  |
| Radim Kucharczyk  | 106 |
| Petr Haluza       | 72  |
| Radim Kucharczyk  | 72  |
| Richard Diviš     | 90  |
| Ivan Majeský      | 139 |
| Robin Staněk      | 84  |
| Jan Knotek        | 58  |
| Petr Strapáč      | 61  |
| Jiří Ondrušek     | 58  |
| Petr Strapáč      | 43  |
| Jan Švrček        | 56  |
| Jan Švrček        | 43  |
| Jan Švrček        | 78  |
| Jan Knotek        | 72  |
| Rok Macuh         | 67  |

## Účast v mezinárodních pohárech
Zdroj:
Legenda: SP – Spenglerův pohár, EHP – Evropský hokejový pohár, EHL – Evropská hokejová liga, SSix – Super six, IIHFSup – IIHF Superpohár, VC – Victoria Cup, HLMI – Hokejová liga mistrů IIHF, ET – European Trophy, HLM – Hokejová Liga mistrů, KP – Kontinentální pohár
- EHP 1994/1995 – Zápas o 3. místo (prohra)

## Mistrovská sestava
| Titul | Sezóna    | Hráči |
| ----- | --------- | --- |
| 1.    | 1993/1994 | Brankáři: Pavel Cagaš • Ladislav Blažek • Zdeněk Nejtek Obránci: Aleš Flašar • Jiří Kuntoš • Jaromír Látal • Josef Řezníček • Tomáš Brejník • Richard Brown • Petr Tejkl Útočníci: Martin Smeták • Miroslav Chalánek • Jiří Dopita • Michal Slavík • Igor Čikl • Michal Konečný • Pavel Nohel • Zdeněk Eichenmann • Milán Navrátil • Aleš Pavlík • Michal Černý • Radek Haman • Jan Vavrečka Trenéři: Jiří Matějů • Lubomír Fišer • později Josef Augusta • Miloš Říha a Jaromír Přecechtěl |